# Charles L. Grant
Charles Lewis Grant (12 de septiembre de 1942 – 15 de septiembre de 2006) fue un novelista y escritor de cuentos estadounidense especializado en lo que él mismo denominó "fantasía oscura" y "horror sereno" (quiet horror). También escribió bajo los seudónimos de Geoffrey Marsh, Lionel Fenn, Simon Lake, Felicia Andrews, Steven Charles y Deborah Lewis.

## Biografía

### Primeros años
Charles L. Grant nació en Newark, Nueva Jersey. En 1964, recibió la titulación de B. A. (Bachelor of Arts) por el Trinity College, Hartford, Connecticut. Impartió clases en institutos de enseñanza secundaria hasta 1975, aunque entre 1968 y 1970, Grant sirvió en la policía militar del Ejército de los Estados Unidos, en Vietnam, siendo galardonado con una Estrella de Bronce.

### Hitos de su carrera
Desde 1973 a 1977, Grant fue Secretario de la Science Fiction Writers of America (Asociación de escritores de ciencia ficción de Estados Unidos).
Grant ganó el World Fantasy Award por la colección de relatos titulada Nightmare Seasons, un premio Nébula en 1976 por su cuento "A Crowd of Shadows", y otro premio Nébula en 1978 por su novela corta "A Glow of Candles, a Unicorn's Eye", sobre el dilema de un actor en un futuro post-literario. Grant también editó la galardonada antología Shadows, que apareció en once volúmenes, de 1978 a 1991. En esta antología aparecieron historias de autores como Stephen King, Ramsey Campbell, Al Sarrantonio, R. A. Lafferty, Avram Davidson y Steve Rasnic Tem. Grant fue secretario ejecutivo y Eastern Regional Director de la asociación Science Fiction and Fantasy Writers of America y presidente de la Horror Writers Association. En 1987, su relato "Temperature Days on Hawthorne Street" fue adaptado como episodio para la serie Tales from the Darkside, con el título de "The Milkman Cometh".
Grant escribió doce libros (ocho novelas y cuatro colecciones de novelas cortas relacionadas entre sí), ambientadas en la ciudad ficticia de Oxrun Station, Connecticut (véanse títulos más abajo.) Tres de estas obras fueron intencionadamente pastiches de películas de terror clásicas de la Universal y la Hammer, y cuentan con un vampiro, un hombre lobo y una momia. Las historias se continúan entre las novelas, con personajes de una haciendo papeles menores en otra.

## Vida personal
La primera esposa de Grant fue Debbie Voss, con la que tuvo dos hijos, Ian Mateo y Emily Kathryn. Ian tiene dos hijos: Payton y Logan; Emily tiene un hijo, Aaron, y una hija, Ella. En febrero de 1982, Grant se casó con la escritora y editora Kathryn Ptacek.

### Fallecimiento
Habiendo sufrido problemas de salud en sus últimos años, Grant murió el 15 de septiembre de 2006 de un ataque al corazón, en Newton, New Jersey.

### Novelas de terror
- The Curse (1977)
- The Hour of the Oxrun Dead (1978)
- The Last Call of Mourning (1979)
- The Sound of Midnight (1979)
- The Grave (1981)
- The Bloodwind (1982)
- The Nestling (1982)
- The Soft Whisper of the Dead (1982)
- Night Songs (1984)
- The Tea Party (1985)
- The Dark Cry of the Moon (1986)
- The Long Night of the Grave (1986)
- The Pet (1986)
- For Fear of the Night (1988)
- In A Dark Dream (1989)
- Stunts (1990)
- Fire Mask (1991) - for Young Adults
- Something Stirs (1991)
- Raven (1993)
- Jackals (1994) (1994)
- X-Files: Goblins (1994)
- X-Files: Whirlwind (1995)
- Millennium Quartet #1: Symphony (1997)
- Watcher (World of Darkness) (1997)
- Millennium Quartet #2: In The Mood (1998)
- Black Oak: Genesis (1998)
- Black Oak: The Hush of Dark Wings (1998)
- Millennium Quartet #3: Chariot (1999)
- Black Oak: Winter Knight (1999)
- Millennium Quartet #4: Riders in the Sky (1999)

### De ciencia-ficción
- The Shadow of Alpha (1976)
- Ascension (1977)
- Ravens of the Moon (1978)
- Legion (1979)
- A Quiet Night of Fear (1981)

### Como "Geoffrey Marsh"
- Lincoln Blackthorne series
  - The King of Satan's Eyes (1985)
  - The Tail of the Arabian Knight (1986)
  - The Patch of the Odin Soldier (1987)
  - The Fangs of the Hooded Demon (1988)
- Hudson Hawk (novelization) (1991)

### Como "Lionel Fenn"
- The Seven Spears of the W'dch'ck (1988)
- The Kent Montana series

1. Kent Montana and the Really Ugly Thing From Mars (1990)
2. Kent Montana and the Reasonably Invisible Man (1991)
3. Kent Montana and the Once and Future Thing (1991)
4. Mark of the Moderately Vicious Vampire (1992)
5. 668, the Neighbor of the Beast (1992)

- The Quest For The White Duck series

1. Blood River Down (1986)
2. Web of Defeat (1987)
3. Agnes Day (1987)

- Diego series

1. Once Upon A Time in the East (1993)
2. By The Time I Get To Nashville (1994)
3. Time, The Semi-Final Frontier (1994)

### Como "Simon Lake"
- Midnight Palace series

1. Daughter of Darkness (1992)
2. Something's Watching (1993)
3. Death Cycle (1993)
4. He Told Me To (1993)

- The Forever House (1995)
- Shapes (1995)
- Death Scream (1995)
- The Clown (1995)

### Como "Felicia Andrews"
- Riverrun (1979)
- Riverwitch (1979)
- Mountainwitch (1980)
- Moonwitch (1980)
- Seacliffe (1984)
- Silver Huntress (1984)
- The Velvet Hart (1985)

### Como "Deborah Lewis"
- Voices Out of Time (1977)
- Eve of the Hound (1977)
- Kirkwood Fires (1978)
- The Wind At Winter's End (1979)

### Como "Steven Charles"
- Private School series

1. Nightmare Session (1986)
2. Academy of Terror (1986)
3. Witch's Eye (1986)
4. Skeleton Key (1986)
5. The Enemy Within (1987)
6. The Last Alien (1987)

### Antologías editadas por el autor

#### SerieGreystone Bay
1. The First Chronicles of Greystone Bay (1985)
2. Doom City (1987)
3. The SeaHarp Hotel (1990)
4. In the Fog (1994)

#### SerieShadows
1. Shadows (1978)
2. Shadows 2 (1979)
3. Shadows 3 (1980)
4. Shadows 4 (1981)
5. Shadows 5 (1982)
6. Shadows 6 (1983)
7. Shadows 7 (1984)
8. Shadows 8 (1985)
9. Shadows 9 (1986)
10. Shadows 10 (1987)

- - The Best of Shadows (1988)
  - Final Shadows (1991)

#### Otras antologías
- Nightmares (1979)
- Horrors (1981)
- Terrors (1982)
- The Dodd Mead Gallery of Horror (1983) [Editada en España como Horror, lo mejor del terror contemporáneo, ed. Martínez Roca, 1986.]
- Fears (1983)
- Midnight (1985)
- Night Visions 2 (1985)
- After Midnight (1986)

### Ensayo
- Writing and Selling Science Fiction (1976)

### Libros de cuentos
- Tales from the Nightside (1981) (incluye cuentos ambientados en Oxrun Station)
- A Glow of Candles and Other Stories (1981)
- Nightmare Seasons (1982)
- Night Visions #1 (1984)
- Black Wine (1986)
- The Orchard (1986)
- Dialing The Wind (1989)
- The Black Carousel (1995)
- Scream Quietly: The Best of Charles L. Grant (2011) editada por Stephen Jones[2]

### Cuentos
- "The House of Evil" (1968) F&SF, Dec
- "Afternoon of the Banjo" (1971) The Little Magazine, Spr
- "The Summer of the Irish Sea" (1972) Orbit 11, ed. Damon Knight
- "Come Dance with Me on My Pony’s Grave" (1973) F&SF, Jul
- "Abdication" (1973) Amazing, Oct
- "But the Other Old Man Stopped Playing" (1973) Fantastic, Apr
- "The Magic Child" (1973) Frontiers 2: The New Mind, ed. Roger Elwood
- "Weep No More, Old Lady" (1973) Future Quest, ed. Roger Elwood
- "The Key to English" (1974) F&SF, May
- "Everybody a Winner, the Barker Cried" (1974) Orbit 13, ed. Damon Knight
- "Temperature Days on Hawthorne Street" (1974) The Little Magazine, Spr
- "The Rest Is Silence" (1974) F&SF, Sep
- "White Wolf Calling" (1975) F&SF, Apr
- "The Three of Tens" (1975) F&SF, Dec
- "To Be a Witch, in Three-Quarter Time" (1975) Fantastic, Feb
- "Then Two or Three Are Gathered" (1975) Amazing, Mar
- "In Donovan’s Time" (1975) Orbit 16, ed. Damon Knight
- "Seven is a Birdsong" (1976) Analog, Jan
- "A Crowd of Shadows" (1976) F&SF, Jun
- "From All the Fields of Hail and Fire" (1976) Midnight Sun #4
- "Through All His Blood Runs Shadow" (1976) Midnight Sun #4
- "Red River Lies Drowning" (1977) Fantastic, Feb
- "The Shape of Plowshares" (1977) Analog, Mar
- "Treatise on the Artifacts of a Civilization" (1977) Antæus #25
- "When All the Children Call My Name" (1977) The Year’s Best Horror Stories: Series V, ed. Gerald W. Page
- "The Dark of Legends, The Light of Lies" (1977) Chrysalis, ed. Roy Torgeson
- "Eldorado" (1977) The Arts and Beyond, ed. Thomas F. Monteleone
- "A Glow of Candles, A Unicorn’s Eye" (1977) Graven Images, ed. Edward L. Ferman & Barry N. Malzberg
- "Gently Rapping" (1977) Galaxy, Sep
- "Knock, and See What Enters" (1977) Fantastic, Dec
- "Hear Me Now, My Sweet Abbey Rose" (1978) F&SF, Mar
- "If Damon Comes" (1978) The Year’s Best Horror Stories: Series VI, ed. Gerald W. Page
- "Caesar, Now Be Still" (1978) F&SF, Sep
- "View, with a Difference" (1978) Dark Sins, Dark Dreams, ed. Barry N. Malzberg & Bill Pronzini
- "The Peace That Passes Never" (1978) Chrysalis 3, ed. Roy Torgeson
- "When Dark Descends [with Thomas F. Monteleone]" (1979) Chrysalis 4, ed. Roy Torgeson
- "Benny, Kind and Gentle" (1979) Weirdbook #14
- "Needle Song" (1979) Midnight Sun #5
- "What More Remains" (1979) Midnight Sun #5
- "The Fourth Musketeer" (1979) Whispers II, ed. Stuart David Schiff
- "Love-Starved" (1979) F&SF, Aug
- "And Weary of the Sun" (1979) Chrysalis 5, ed. Roy Torgeson
- "The Last Ambition" (1979) Whispers #13-14, Oct
- "Secrets of the Heart" (1980) F&SF, Mar
- "A Garden of Blackred Roses" (1980) Dark Forces, ed. Kirby McCauley
- "Across the Water to Skye" (1980) New Terrors #2, ed. Ramsey Campbell
- "The Other Room" (1980) Mummy!, ed. Bill Pronzini
- "In Silvered Shadows Are Born the Screams" (1980) Shayol #4
- "Every Time You Say I Love You" (1981) F&SF, May
- "The Residents" (1981) Fantasy Newsletter #37
- "Silver" (1981) Twilight Zone, July
- "Quietly Now" (1981) The Arbor House Necropolis, ed. Bill Pronzini
- "Coin of the Realm" (1981) Tales from the Nightside, by Charles L. Grant
- "Old Friends" (1981) Tales from the Nightside, by Charles L. Grant
- "Home" (1981) Tales from the Nightside, by Charles L. Grant
- "A Night of Dark Intent" (1981) Tales from the Nightside, by Charles L. Grant
- "The Gentle Passing of a Hand" (1981) Tales from the Nightside, by Charles L. Grant
- "Something There Is" (1981) Tales from the Nightside, by Charles L. Grant
- "Digging" (1981) Tales from the Nightside, by Charles L. Grant
- "Essence of Charlotte" (1982) Twilight Zone Feb 1982
- "What in Solemn Silence" (1982) Asimov's, Mar
- "Prologue" (1982) Nightmare Seasons, by Charles L. Grant
- "Thou Need Not Fear My Kisses, Love" (1982) Nightmare Seasons, by Charles L. Grant
- "Now There Comes a Darker Day" (1982) Nightmare Seasons, by Charles L. Grant
- "Night’s Swift Dragons" (1982) Nightmare Seasons, by Charles L. Grant
- "The Color of Joy" (1982) Nightmare Seasons, by Charles L. Grant
- "Epilogue" (1982) Nightmare Seasons, by Charles L. Grant
- "Pride" (1982) F&SF, May
- "The Wind of Lost Migration" (1982) Amazing, Jun
- "From a Single Word" (1982) Fantasy Book, Aug
- "Confess the Seasons" (1982) Perpetual Light, ed. Alan Ryan
- "The Next Name You Hear" (1983) F&SF, Jan
- "Recollections of Annie" (1983) Twilight Zone, Feb
- "I Never Could Say Goodbye" (1983) Whispers IV, ed. Stuart David Schiff
- "When I Grow Up" (1983) Whispers #19-20, October
- "Let No One Weep for Poor Sally Karnes" (1983) Whispers #19-20, October
- "Are You Afraid of the Dark?" (1984) Fantasycon IX Programme
- "A Voice Not Heard" (1984) Asimov's, Sept
- "The Old Men Know" (1984) Masques #1, ed. J. N. Williamson
- "The Generation Waltz" (1984) Fantasy Tales #13
- "Friends in Dark Places" (1984) Night Visions 1, ed. Alan Ryan
- "Family" (1984) Night Visions 1, ed. Alan Ryan
- "What Are Deaths For 1984) Night Visions 1, ed. Alan Ryan
- "Poor Thing" (1984) Night Visions 1, ed. Alan Ryan
- "To Laugh with You, Dear" (1984) Night Visions 1, ed. Alan Ryan
- "In the Blood" (1984) Night Visions 1, ed. Alan Ryan
- "And We’ll Be Jolly Friends" (1984) Night Visions 1, ed. Alan Ryan
- "The Card" (1984) Random Access Messages of the Computer Age, ed. Thomas F. Monteleone
- "Myra" (1985) Fantasy Macabre #6
- "Penny Daye" (1985) Fantasycon X Programme
- "The Children, They Laugh So Sweetly" (1985) F&SF, Oct
- "Prologue" (1985) Greystone Bay, ed. Charles L. Grant
- "Andrew Patterson" (1985) Eldritch Tales #11
- "Give Us a Big Smile" (1985) Twilight Zone, Dec
- "The Price of a Toy" (1986) Twilight Zone, Apr
- "Long Walk Home" (1986) Fantasy Tales #15
- "An Image in Twisted Silver" (1986) World Fantasy Convention Program Book
- "Crystal" (1986) F&SF, Aug
- "Eyes" (1986) Halloween Horrors, ed. Alan Ryan
- "Out There" (1986) Cutting Edge, ed. Dennis Etchison
- "Prologue" (1986) The Orchard, by Charles L. Grant
- "My Mary's Asleep" (1986) The Orchard, by Charles L. Grant
- "I See Her Sweet and Fair" (1986) The Orchard, by Charles L. Grant
- "The Last and Dreadful Hour" (1986) The Orchard, by Charles L. Grant
- "Screaming, In the Dark" (1986) The Orchard, by Charles L. Grant
- "Epilogue" (1986) The Orchard, by Charles L. Grant
- "The Sheeted Dead" (1987) In the Field of Fire, ed. Jeanne Van Buren Dann & Jack M. Dann
- "Listen to the Music in My Hands" (1987) Twilight Zone, Feb
- "One Spring in Wyoming" (1987) Aboriginal SF, Feb/Mar
- "This Old Man" (1987) Night Cry, Spring
- "Everything to Live For" (1987) Whispers VI, ed. Stuart David Schiff
- "Constant Father" (1987) A Southern Fantasy, ed. Ron & Val Lakey Lindahn
- "Ellen, in Her Time" (1987) The Architecture of Fear, ed. Kathryn Cramer & Peter D. Pautz
- "Last Night, in the Kitchen" (1988) Twilight Zone, Jun
- "Spinning Tales with the Dead" (1988) Prime Evil, ed. Douglas E. Winter
- "Now and Again in Summer" (1988) Fantasy Tales, v.10 #1
- "My Shadow is the Fog" (1988) Ripper! ed. Gardner Dozois & Susan Casper
- "City Boy" (1988) F&SF, Oct
- "Snowman" (1988) Gaslight & Ghosts, ed. Stephen Jones & Jo Fletcher
- "The Last Cowboy Song" (1989) Post Mortem: New Tales of Ghastly Horror, ed. Paul F. Olson & David B. Silva
- "By the Sea" (1989) Scare Care, ed. Graham Masterton
- "Prologue" (1989) Dialing the Wind, by Charles L. Grant
- "Dialing the Wind" (1989) Dialing the Wind, by Charles L. Grant
- "The Sweetest Kiss" (1989) Dialing the Wind, by Charles L. Grant
- "As We Promise, Side by Side" (1989) Dialing the Wind, by Charles L. Grant
- "The Chariot Dark and Low" (1989) Dialing the Wind, by Charles L. Grant
- "Epilogue" (1989) Dialing the Wind, by Charles L. Grant
- "Alice Smiling" (1990) Fantasy Tales v11 #4
- "Alexandra" (1990) Borderlands, ed. Thomas F. Monteleone
- "Pinto Rider" (1990) When the Black Lotus Blooms, ed. Elizabeth A. Saunders
- "Kin" (1991) Psycho-Paths, ed. Robert Bloch
- "Girl of My Dreams" (1991) Obsessions, ed. Gary Raisor
- "Peacemaker" (1991) Borderlands 2, ed. Thomas F. Monteleone
- "Make a Wish Upon the Moon" (1991) Dead End: City Limits, ed. Paul F. Olson & David B. Silva
- "One Life, in an Hourglass" (1991) The Bradbury Chronicles, ed. William F. Nolan & Martin H. Greenberg
- "The Awful Truth in Arthur's Barrow" (1992) Grails: Quests, Visitations and Other Occurrences, ed. Richard Gilliam, Martin H. Greenberg & Edward E. Kramer
- "The Alien Visitor, Probably from Someplace Else" (1993) Tomorrow Speculative Fiction, Jan
- "Sons" (1993) Confederacy of the Dead, ed. Richard Gilliam, Martin H. Greenberg & Edward E. Kramer
- "In the Still, Small Hours" (1993) Deathport, ed. Ramsey Campbell
- "Josie, In the Fog" (1993) In the Fog, ed. Charles L. Grant
- "The Dead Speaketh Not, They Just Grunt Now and Then" (1993) The Ultimate Zombie ed. John Betancourt & Byron Preiss
- "Name That Tune" (1993) Monsters in Our Midst, ed. Robert Bloch
- "Holding Hands" (1993) Touch Wood, ed. Peter Crowther
- "The Mask of Truth Has Many Holes" (1993) Cemetery Dance #15, Winter
- "After You’ve Gone" (1994) Phobias, ed. Wendy Webb, Richard Gilliam, Edward E. Kramer & Martin H. Greenberg
- "Sometimes, in the Rain" (1994) Northern Frights 2, ed. Don Hutchison
- "Always, in the Dark" (1994) Return to the Twilight Zone, ed. Carol Serling & Martin H. Greenberg
- "Prologue" (1995) The Black Carousel, by Charles L. Grant
- "Penny Tunes for a Gold Lion" (1995) The Black Carousel, by Charles L. Grant
- "Will You Be Mine?" (1995) The Black Carousel, by Charles L. Grant
- "Lost in Amber Light" (1995) The Black Carousel, by Charles L. Grant
- "The Rain is Filled with Ghosts Tonight" (1995) The Black Carousel, by Charles L. Grant
- "Epilogue" (1995) The Black Carousel, by Charles L. Grant
- "Gray" (1995) Dark Destiny: Proprietors of Fate, ed. Edward E. Kramer
- "Riding the Black" (1997) Revelations, ed. Douglas E. Winter
- "Haunted" (1997) Psychos, ed. Robert Bloch
- "The Soft Sound of Wings" (1998) In the Shadow of the Gargoyle, ed. Nancy Kilpatrick & Thomas S. Roche
- "Cody" (1999) Horror at Halloween, ed. Stephen Jones & Jo Fletcher
- "Whose Ghosts These Are" (2001) The Museum of Horror, ed. Dennis Etchison
- "For My Birthday, Another Candle" (2003) 13 Horrors, ed. Brian A. Hopkins
- "Brownie and Me" (2003) The Dark: New Ghost Stories, ed. Ellen Datlow
- "Friday Night at the Wicked Swan" (2005) Taverns of the Dead, ed. Kealan Patrick Burke